# Gonystylus bancanus
Gonystylus bancanus är en tibastväxtart som först beskrevs av Friedrich Anton Wilhelm Miquel, och fick sitt nu gällande namn av Wilhelm Sulpiz Kurz. Gonystylus bancanus ingår i släktet Gonystylus och familjen tibastväxter. Inga underarter finns listade i Catalogue of Life.

## Bildgalleri

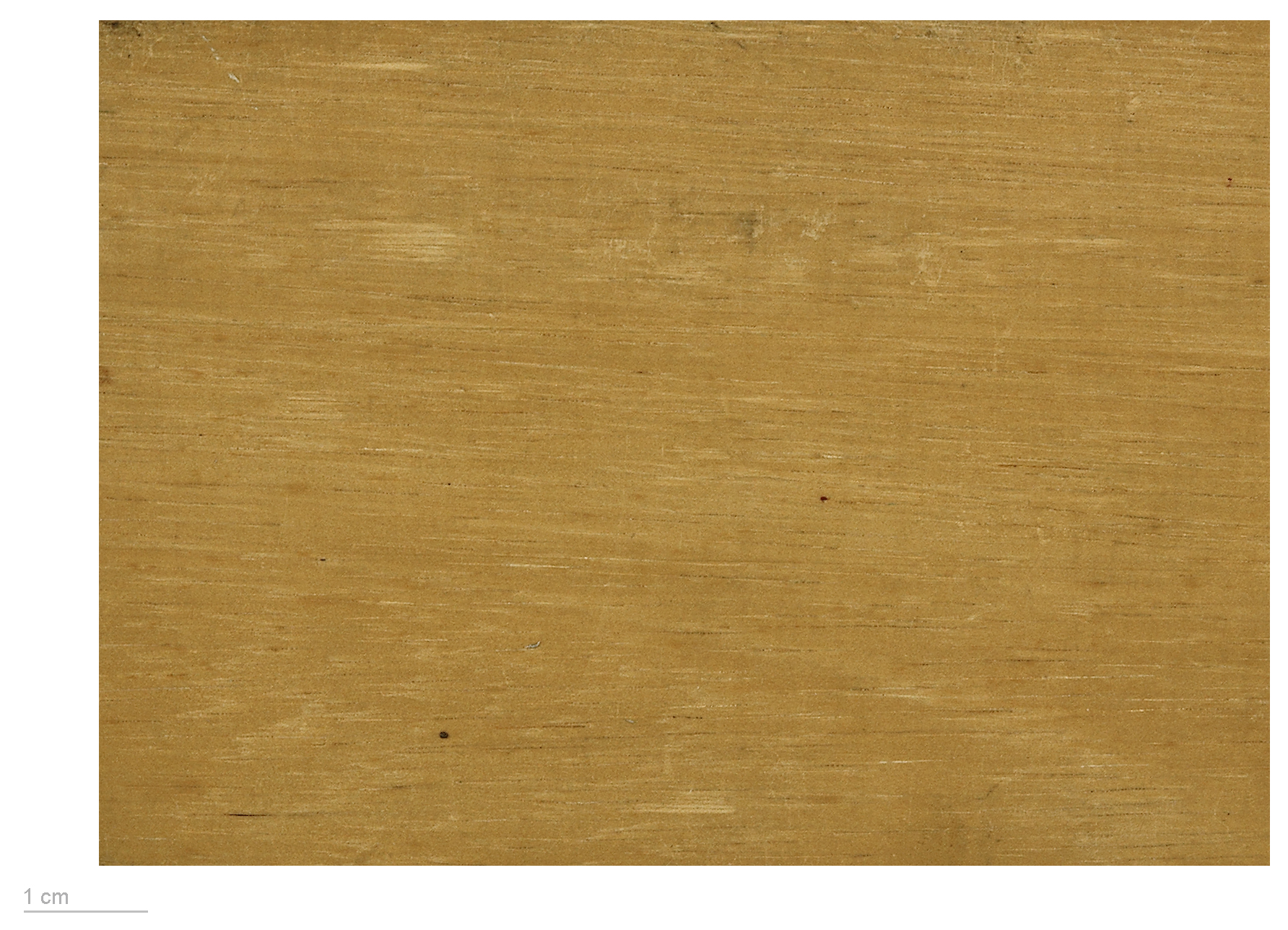